# Dino Zandegù
Dino Zandegù, född den 31 maj 1940 i Rubano är en före detta italiensk tävlingscyklist som var professionell från 1965 till 1972. Hans främsta meriter är segern i Flandern runt 1967, totalsegern i Tirreno-Adriatico 1966, vinsten i Giro d'Italias poängtävling 1967 och sex etappsegrar i girot sammanlagt under karriären.

## Meriter

### Landsväg – amatör
1962
 Världsmästare i lagtempo
1963
Medelhavsspelen
 Vinnare av lagtempot
 2:a i linjeloppet
 2:a i lagtempo vid  Världsmästerskapen

### Landsväg – professionell
| 1964 4:a i Züri Metzgete 1965 Vinnare av Giro di Romagna 3:a i Giro del Piemonte 3:a i Col San Martino 6:a i Giro dell'Emilia 7:a i Coppa Sabatini 1966 Vinnare totalt av Tirreno-Adriatico Vinnare av etapp 2 Vinnare av etapperna 10 och 12 i Giro d'Italia 2:a i Coppa Bernocchi 2:a i Giro di Romagna 2:a i Giro di Toscana 3:a i Milano-Torino 3:a i Giro della Provincia di Reggio Calabria 5:a totalt i Giro di Sardegna Vinnare av etapp 5 5:a i Giro di Campania | 1967 Vinnare av Ronde van Vlaanderen Vinnare av poängtävlingen i Giro d'Italia Vinnare av etapperna 4 och 18 Vinnare av Trofeo Matteotti Vinnare av Giro di Campania Vinnare av Coppa Città di Busto Arsizio 3:a i Giro del Ticino 4:a i Rund um den Henninger Turm 6:a i Milano-Sanremo 6:a totalt i Tirreno-Adriatico Vinnare av etapp 5 1968 Vinnare av etapp 4 i Volta a Catalunya Vinnare av Trofeo Masferrer Vinnare av etapperna 2, 4 och 5a i Giro di Sardegna 5:a i Giro della Provincia di Reggio Calabria 6:a i Tre Valli Varesine 6:a i Giro di Campania 7:a i Giro del Veneto | 1969 Vinnare av etapp 2 i Volta a Catalunya Vinnare av Giro di Romagna Vinnare av etapp 1 i Setmana Catalana de Ciclisme Vinnare av etapp 4 i Paris-Nice Vinnare av etapp 5a i Giro di Sardegna Vinnare av Trofeo Masferrer 2:a i Tre Valli Varesine 3:a i Milano-Vignola 4:a i Milano-Sanremo 4:a totalt i Paris-Luxembourg 5:a i Trofeo Matteotti 5:a i Coppa Placci 1970 Vinnare av etapp 16 i Giro d'Italia Vinnare av etapp 8 i Tour de Suisse Vinnare av etapp 4 i Tour de Romandie 4:a i Milano-Vignola 9:a i Züri Metzgete 1971 Vinnare av prologen och etapp 16 i Giro d'Italia Vinnare av etapperna 3 och 5a i Tour de la Nouvelle-France 3:a i Giro di Campania 1972 Vinnare av etapperna 4a och 5 i Tour de la Nouvelle-France |